# Porte cittadine di Bruges
Le porte cittadine di Bruges furono costruite in tre fasi: la prima fase durante la prima metà del IX secolo, durante il rafforzamento dell'attuale Burg, la seconda fase nel periodo che va dal 1127 al 1128, durante la costruzione della prima cinta muraria intorno a Bruges. La terza fase inizia nel 1297, durante la costruzione della seconda e più alta cinta muraria intorno alla città.

## Fortificazione del Burg
Prendono i nomi dai punti cardinali verso cui si trovavano rivolte:
- Westpoort, all'Hofbrug sul Reie nell'attuale Breidelstraat ;
- Oostpoort, in Hoogstraat ;
- Zuidpoort, nell'attuale Blinde-Ezelstraat ;
- Noordpoort, probabilmente situata in Philipstockstraat .

## Prima cinta muraria

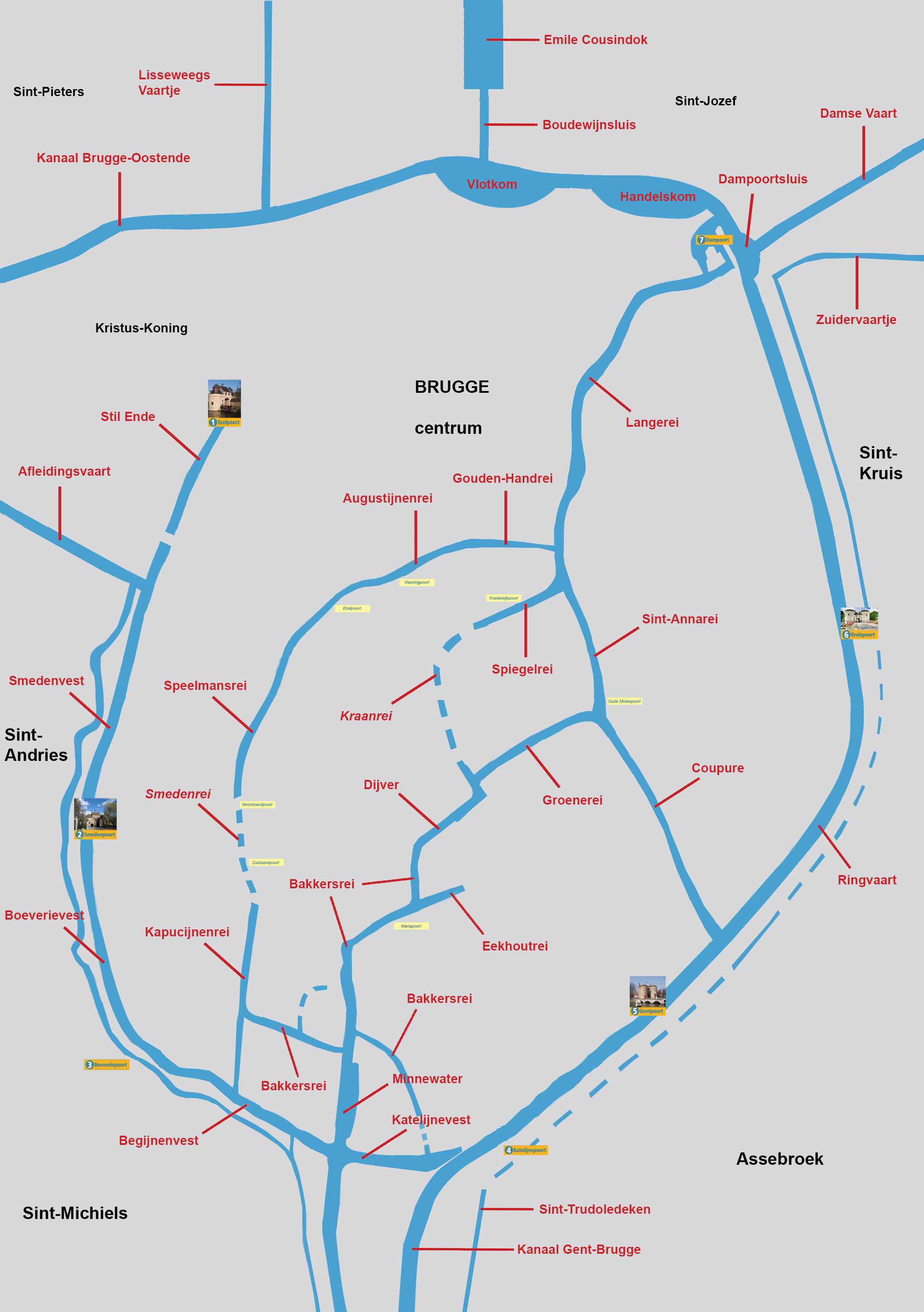
Posizione delle porte cittadine sulla prima cinta muraria (gli attuali canali interni) e le porte sulla seconda cinta muraria.

- Noordzandpoort, alla fine di Noordzandstraat : collegamento con Gistel, Oudenburg, Ypres, Lilla;
- Zuidzandpoort, alla fine di Zuidzandstraat : collegamento con Gistel, Oudenburg, Ypres, Lilla;
- Ezelpoort o Sint-Jacobspoort, alla fine di Sint-Jakobsstraat : collegamento con la costa belga e la regione dei Polder;
- Vlamingpoort, alla fine della Vlamingstraat : collegamento con la costa belga e la regione dei Polder;
- Koetelwijkpoort, sull'attuale Koningsbrug sullo Spiegelrei : possibile collegamento con Damme;
- Oude Molenpoort, alla fine di Hoogstraat: collegamento con Aardenburg e probabilmente anche con Anversa;
- Mariapoort, alla fine della Mariastraat : collegamento con Ghent e Kortrijk.

Queste porte vengono menzionate in testi del XIII secolo, ma sono state distrutte e non esistono immagini che le raffigurino.

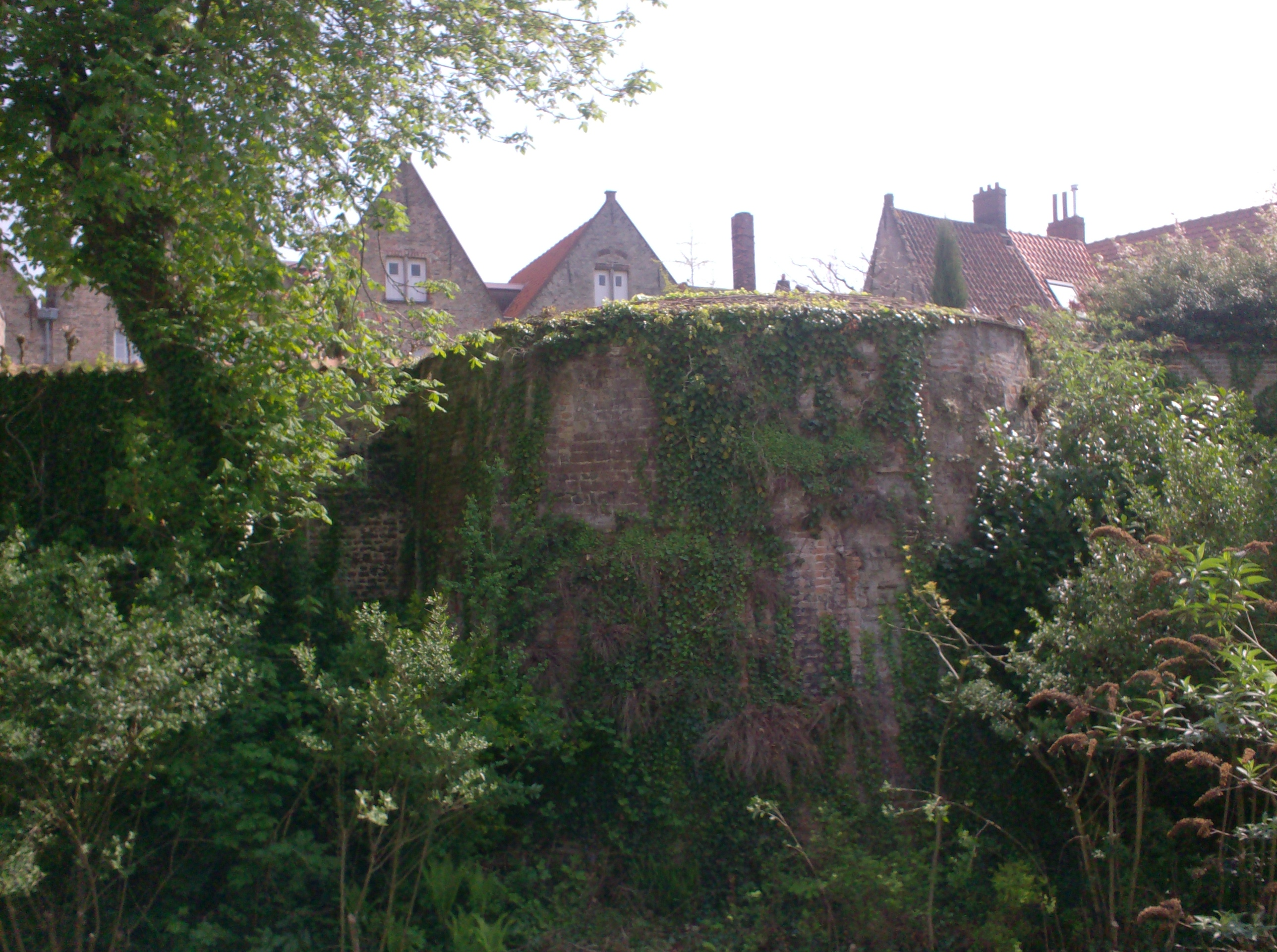
Torre della prima cinta muraria sull'attuale Augustijnenrei.

## Seconda cinta muraria
1. Ezelpoort, alla fine della Ezelstraat: collegamento con la costa e la regione dei Polder;
2. Smedenpoort, alla fine della Smedenstraat: collegamento con Gistel, Oudenburg;
3. Boeveriepoort, alla fine della Boeveriestraat: collegamento con Diksmuide, Ypres, Lilla;
4. Katelijnepoort, alla fine del Katelijnestraat: collegamento con Kortrijk;
5. Gentpoort, alla fine di Gentpoortstraat: collegamento con Ghent;
6. Kruispoort, alla fine della Langestraat: collegamento con Aardenburg e probabilmente anche con Anversa;
7. Dampoort, alla fine della Langerei e Potterierei: collegamento con Damme e Sluis; → inizialmente formata da 3 porte:

- Sint-Nikolaaspoort: collegamento con Koolkerke;
- Sint-Leonarduspoort: collegamento con Dudzele;
- Spejepoort: connessione con Damme.

Le porte: Dampoort, Boeveriepoort e Katelijnepoort sono scomparse; ora rimangono solo le porte di: Smedenpoort, Ezelpoort, Gentpoort e Kruispoort. Che sono mostrate in fotografia.

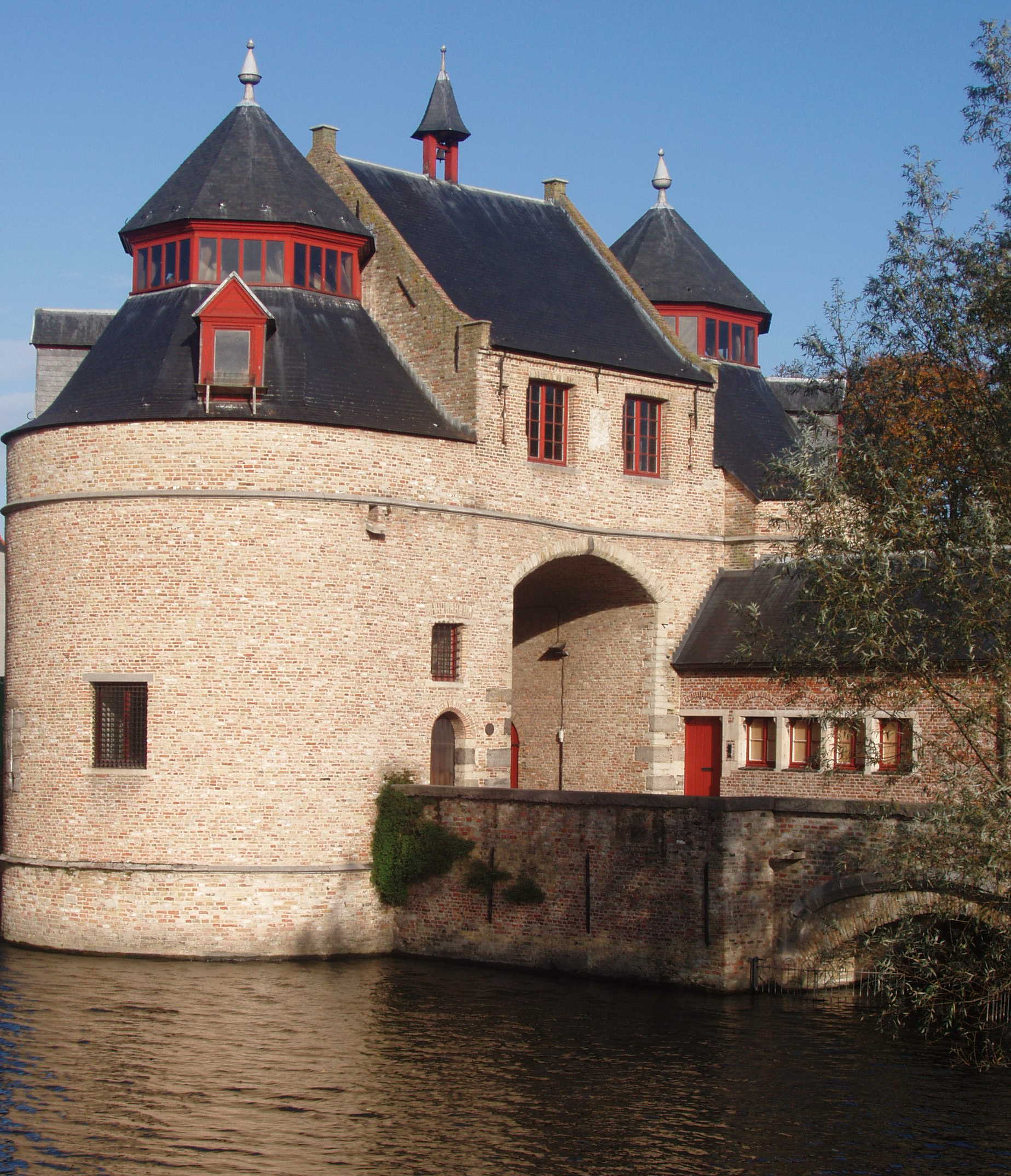
Ezelpoort
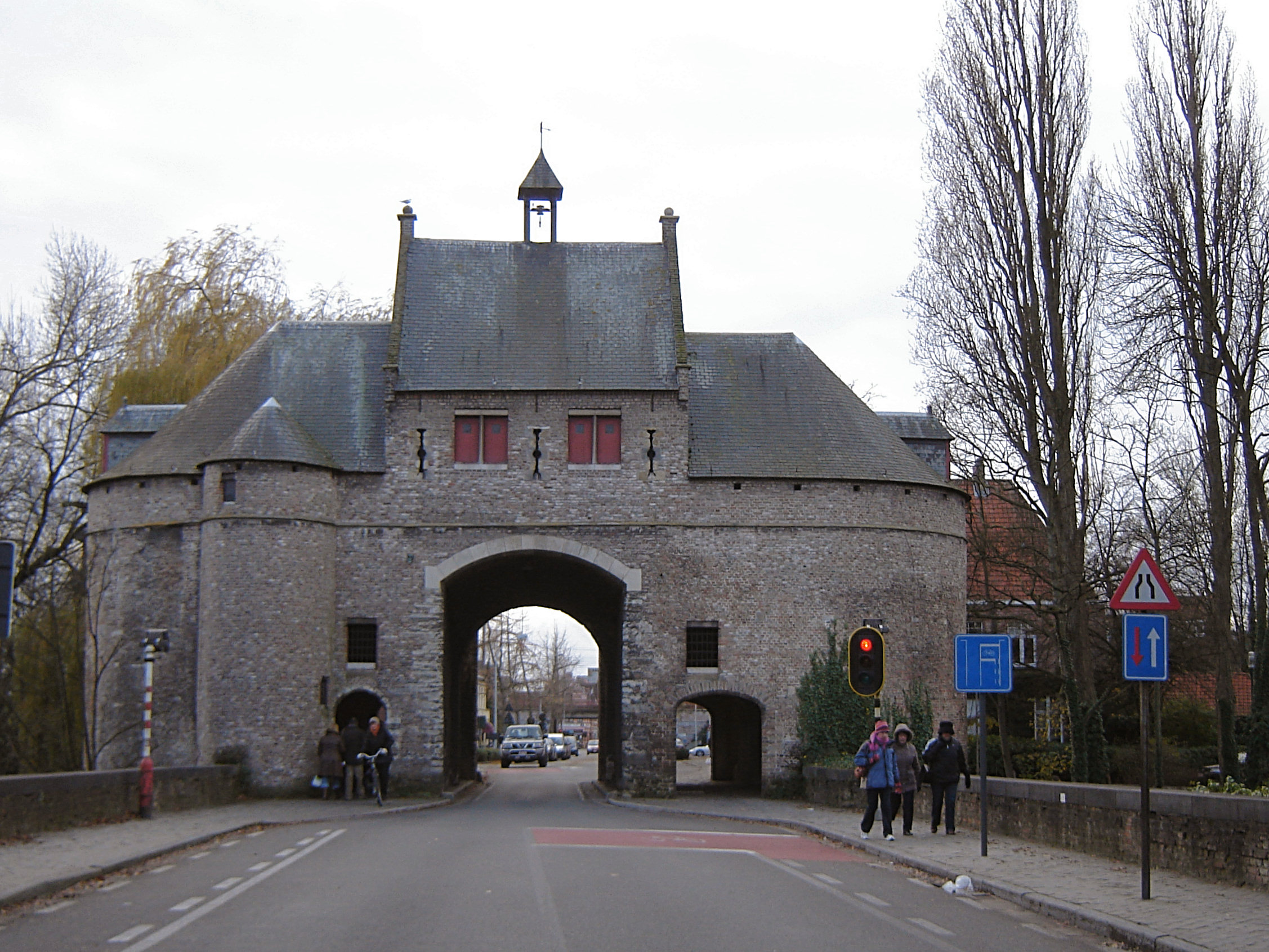
Smedenpoort
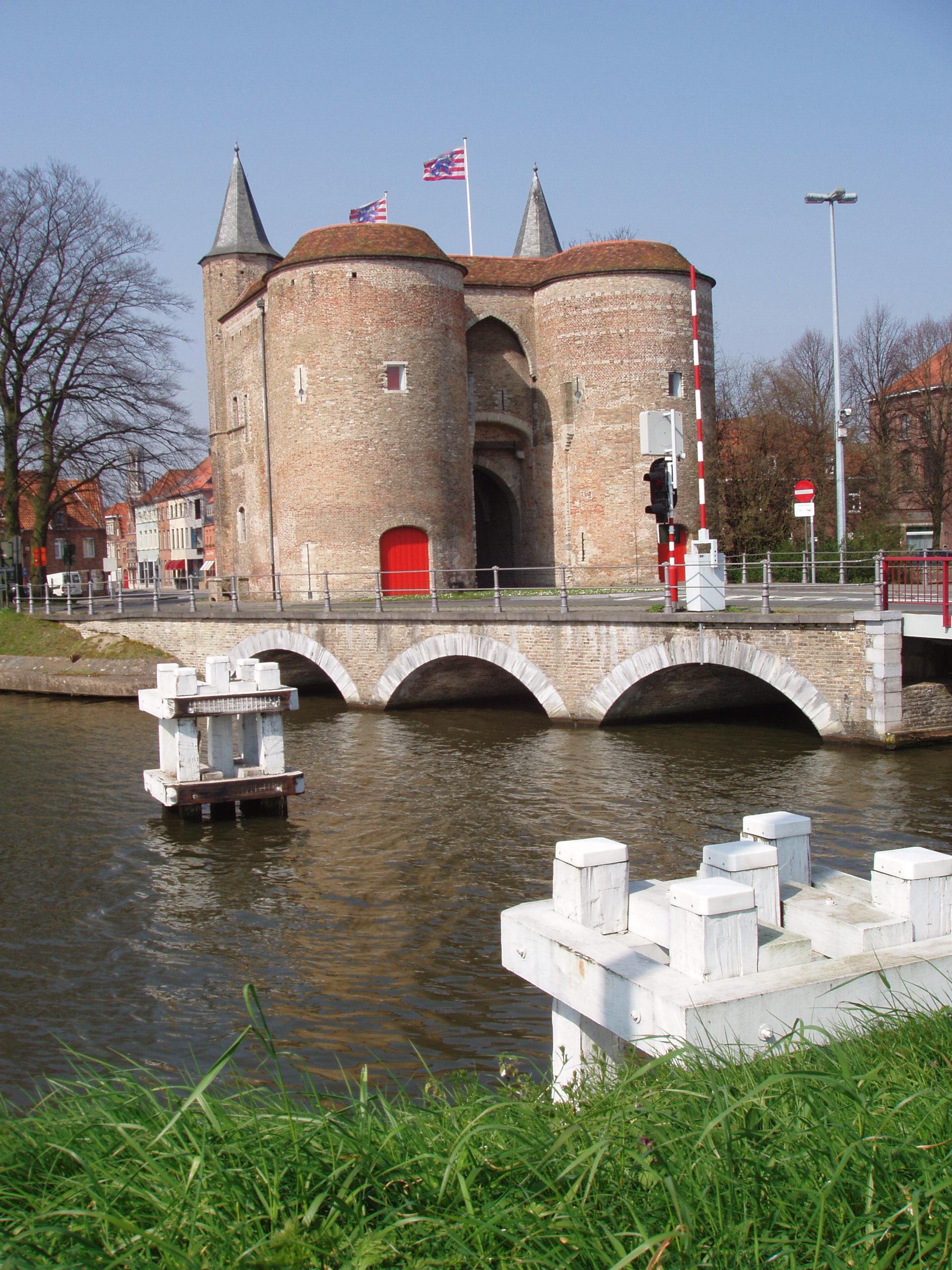
Gentpoort
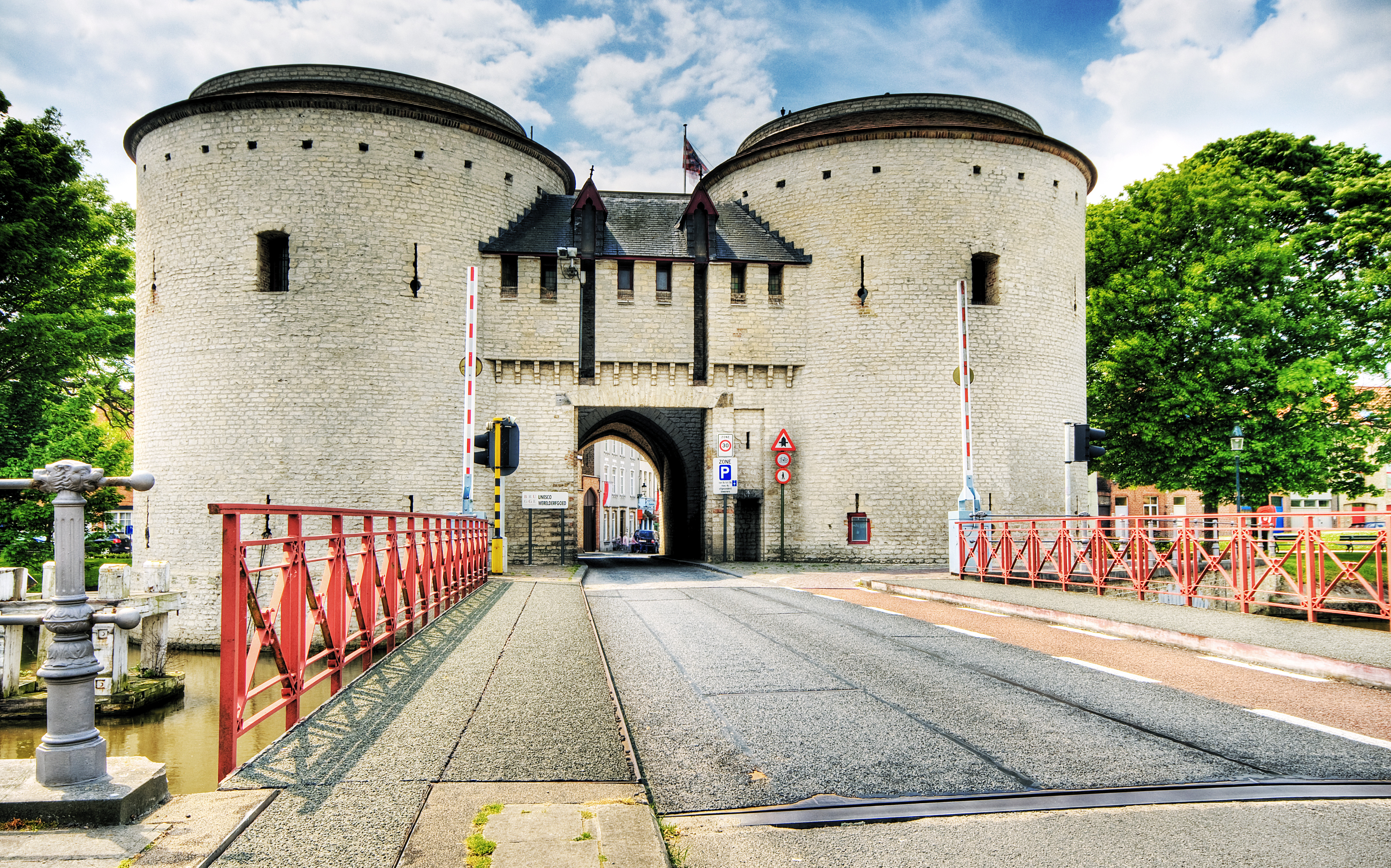
Kruispoort